# Franco Squillari
Franco Squillari (Buenos Aires, 22 agosto 1975) è un allenatore di tennis ed ex tennista argentino.
Ha vinto cinque titoli nel singolare nel circuito ATP Challenger Series e tre titoli nel singolare nel circuito ATP Tour. I suoi migliori piazzamenti nel ranking ATP sono stati l'11º posto nel singolo (18 settembre 2000) e il 387º posto nel doppio (23 luglio 2001).
È uno dei pochissimi giocatori al mondo ad aver sempre battuto Roger Federer (2 vittorie su 2 incontri).

## Statistiche

### Singolare

#### Vittorie (3)
| Legenda                           |
| Grande Slam (0)                   |
| ATP World Tour Finals (0)         |
| ATP Masters Series (0)            |
| ATP International Series Gold (1) |
| ATP International Series (2)      |

| Numero | Data           | Torneo                          | Superficie  | Avversario in finale | Punteggio               |
| 1.     | 3 maggio 1999  | BMW Open, Monaco di Baviera (1) | Terra rossa | Andrei Pavel         | 6-4, 6-3                |
| 2.     | 8 maggio 2000  | BMW Open, Monaco di Baviera (2) | Terra rossa | Tommy Haas           | 6-4, 6-4                |
| 3.     | 23 luglio 2000 | Mercedes Cup, Stoccarda         | Terra rossa | Gastón Gaudio        | 6-2, 3-6, 4-6, 6-4, 6-2 |

#### Finali perse (3)
| Legenda                           |
| Grande Slam (0)                   |
| ATP World Tour Finals (0)         |
| ATP Masters Series (0)            |
| ATP International Series Gold (1) |
| ATP International Series (2)      |

| Numero | Data            | Torneo                                        | Superficie  | Avversario in finale | Punteggio     |
| 1.     | 31 marzo 1997   | Grand Prix Hassan II, Casablanca              | Terra rossa | Hicham Arazi         | 6-3, 1-6, 2-6 |
| 2.     | 11 ottobre 1998 | Campionati Internazionali di Sicilia, Palermo | Terra rossa | Mariano Puerta       | 3-6, 2-6      |
| 3.     | 28 luglio 2002  | Orange Prokom Open, Varsavia                  | Terra rossa | José Acasuso         | 6-2, 1-6, 3-6 |